# Hamilton Boyle
Hamilton Boyle, 6e graaf van Cork (3 februari 1729 – 17 januari 1764) was een Engels edelman. Hij erfde de titels van graaf van Cork, graaf van Orrery en Baron Boyle van Marston in 1762 van zijn vader. Doordat hij ongehuwd en kinderloos bleef kreeg zijn broer deze titels na zijn dood.